# 페어랜드

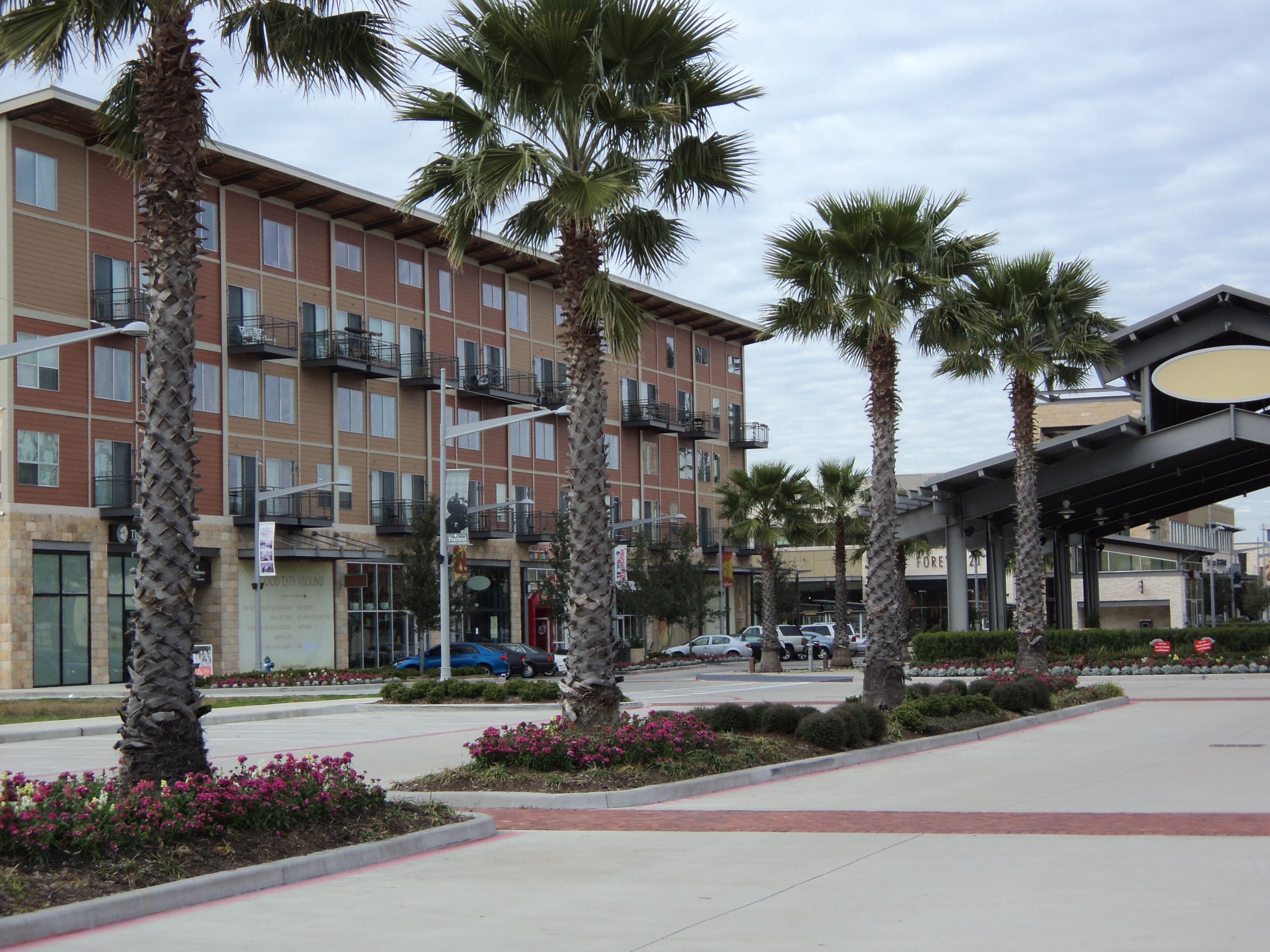

페어랜드(Pearland)는 미국 텍사스주에 위치한 도시이다. 브라조리아군에 위치해 있으나 도시 권역 일부가 포트벤드군과 해리스군까지 뻗어있다. 그레이터휴스턴 도시권의 일부이다. 2020년 미국 인구조사 기준 인구는 125,828명으로 2010년 조사 당시의 91,252명과 비교할 때 빠르게 증가했다.